# Notropis semperasper
Notropis semperasper é uma espécie de peixe actinopterígeo da família Cyprinidae.
Apenas pode ser encontrada nos Estados Unidos da América.